# Synodontis rufigiensis
Synodontis rufigiensis là một loài cá thuộc họ Mochokidae. Nó là loài đặc hữu của Tanzania. Môi trường sống tự nhiên của nó là các con sông.